# Anders Berg (skådespelare)
Anders Berg, född 1974, är en svensk skådespelare.
Berg studerade vid Teaterhögskolan i Göteborg 1999–2003.

## Filmografi (i urval)

### Filmer
- 2003 – Så kan det gå (kortfilm)
- 2003 – Hoppet (kortfilm)
- 2005 – Kim Novak badade aldrig i Genesarets sjö
- 2006 – På andra sidan häcken (svensk röst)
- 2006 – Bilar (svensk röst)
- 2007 – Råttatouille (svensk röst)
- 2011 – The Girl with the Dragon Tattoo
- 2013 – Återträffen
- 2016 – Beck – Vägs ände
- 2016 – Sameblod
- 2017 – Borg

### TV-serier
- 2004 – Orka! Orka! (TV-serie)
- 2006 – En fråga om liv och död (TV-serie)
- 2015–2017 – Jordskott (TV-serie)
- 2015–2020 – Kommissarien och havet (TV-serie)
- 2016 – Black widows (TV-serie)
- 2017 – Innan vi dör (TV-serie)
- 2018 – Gråzon (TV-serie)
- 2018 – Morden i Sandhamn (TV-serie)
- 2018 – Ingen utan skuld (TV-serie)
- 2021 – Huss (TV-serie)

## Teater

### Roller (ej komplett)
| År   | Roll                             | Produktion                                                        | Regi                 | Teater                                                        |
| ---- | -------------------------------- | ----------------------------------------------------------------- | -------------------- | ------------------------------------------------------------- |
| 2001 |                                  | Eliza (Pygmalion) George Bernard Shaw                             | Eva Bergman          | Backa teater                                                  |
| 2006 | Cliff Bradshaw                   | Cabaret John Kander, Fred Ebb och Joe Masteroff                   | Johan Wahlström      | Tyrol Senare flyttad till Rondo                               |
| 2007 | Klockaren                        | Potta Långhaka Mary Andersson                                     | Martha Vestin        | Helsingborgs stadsteater på Fredriksdal museer och trädgårdar |
| 2014 | Béline Angélique Monsieur Purgon | Den inbillningssjuke (Le Malade imaginaire) Molière               | Andreas Boonstra     | Moment:Teater                                                 |
| 2014 | Charlie                          | Till Julia Margareta Garpe                                        | Josefin Ankarberg    | Moment:Teater                                                 |
| 2015 | Gottfried                        | Diktatorsfruar (Ich bin wie ihr, ich liebe Äpfel) Theresia Walser | Sunil Munshi         | Uppsala stadsteater                                           |
| 2018 | Gusten                           | Hemsöborna August Strindberg                                      | Andreas Boonstra     | Göteborgs stadsteater                                         |
| 2018 | Adolf                            | Fordringsägare August Strindberg                                  | Johan Wahlström      | Dramaten/ Teater Galeasen                                     |
| 2022 |                                  | Alltid vara vi Alexander Mørk-Eidem och Lisa Östberg              | Alexander Mørk-Eidem | Kulturhuset Stadsteatern                                      |

### Regi
| År   | Produktion           | Upphovsmän  | Teater        |
| ---- | -------------------- | ----------- | ------------- |
| 2022 | Pang, sa Anckarström | Anders Berg | Moment:Teater |

### Fotnoter
1. 1 2  ”Anders Berg”. Svensk Filmdatabas. http://sfi.se/sv/svensk-filmdatabas/Item/?type=PERSON&itemid=307188&ref=%2ftemplates%2fSwedishFilmSearchResult.aspx%3fid%3d1225%26epslanguage%3dsv%26searchword%3dAnders+Berg%26type%3dPerson%26match%3dBegin%26page%3d1%26prom%3dFalse. Läst 2 oktober 2012.
2. ↑  ”Eliza”. Backa teater. Arkiverad från originalet den 23 februari 2018. https://web.archive.org/web/20180223051541/http://www.stadsteatern.goteborg.se/backa-teater/pa-scen/2000-2009/eliza/. Läst 22 februari 2018.
3. ↑  Leif Zern (22 januari 2006). ”Jöback är farligt närvarande”. Dagens Nyheter. https://www.dn.se/arkiv/kultur/joback-ar-farligt-narvarande/. Läst 27 december 2019.
4. ↑  ”Den inbillningssjuke”. Moment:Teater. http://moment.org.se/forestallningar/moliere/. Läst 1 april 2018.
5. ↑  ”Till Julia”. Moment:Teater. http://moment.org.se/forestallningar/till-julia/. Läst 1 april 2018.
6. ↑  Ingegärd Waaranperä (5 oktober 2015). ”'Diktatorsfruar' av Theresia Walser”. Dagens Nyheter. https://www.dn.se/kultur-noje/scenrecensioner/teater-diktatorsfruar-av-theresia-walser/. Läst 14 april 2018.
7. ↑  ”Pang, sa Anckarström”. Moment:Teater. https://moment.org.se/forestallningar/pang-sa-anckarstrom/. Läst 2 mars 2022.